# Rhodesiella infumata
Rhodesiella infumata är en tvåvingeart som först beskrevs av Becker 1913.  Rhodesiella infumata ingår i släktet Rhodesiella och familjen fritflugor. Inga underarter finns listade i Catalogue of Life.